# Donkey Rollers
De Donkey Rollers is een Nederlandse hardstyle-act van 3 mensen: Zany (Raoul van Grinsven), DV8 (Peter Aldenzee) en Jowan (Johan van Korven). In de studio zijn het Michel Pollen en Raoul die de producties maken. Op het podium zijn het echter Raoul, Peter en Johan die de optredens verzorgen. De Donkey Rollers brengen hun platen uitsluitend onder Fusion Records uit, omdat alle artiesten bij Freaky Records actief zijn.

## Discografie
| Release                                                         | Label          | Jaar |
| --------------------------------------------------------------- | -------------- | ---- |
| Motherf*ck                                                      | Fusion Records | 2002 |
| Strike Again                                                    | Fusion Records | 2002 |
| The Sound Of The Beast                                          | Fusion Records | 2003 |
| Evil / Ruff                                                     | Fusion Records | 2004 |
| Hardstyle Rockers E.P. (Part 1)                                 | Fusion Records | 2004 |
| Hardstyle Rockers E.P. (Part 2)                                 | Fusion Records | 2004 |
| Immeasurably / Revolutions                                      | Fusion Records | 2005 |
| No One Can Stop Us / Followers                                  | Fusion Records | 2005 |
| Silver Bullet / We Are 1                                        | Fusion Records | 2006 |
| The Fusion Of Sound / No One Can Stop Us (Showtek Kwartjes Mix) | Fusion Records | 2007 |
| Atrocity / Chopper                                              | Fusion Records | 2007 |
| The Last City On Earth (In Qontrol Anthem 2008)                 | Q-Dance        | 2008 |
| Voice of Conscience / LMPSJNK                                   | Fusion Records | 2008 |
| Innocent / Metro / Justice For All / Overcome                   | Fusion Records | 2009 |
| 2012 / Chaos / Immortal                                         | Fusion Records | 2010 |
| Hoodoo Voodoo / Sleeping Souls                                  | Fusion Records | 2012 |
| Total Domination / Not Afraid                                   | Fusion Records | 2013 |
| The Million Gods                                                | Fusion Records | 2013 |
| Der RammMachine                                                 | Fusion Records | 2013 |